# Elisabeta de Carintia
Elisabeta de Carintia (n.c. 1300 – d.c. 1352) a fost regina Siciliei prin căsătoria cu Petru al II-lea, regele Siciliei.
Fiică a lui Otto al III-lea, penultimul duce al Carintiei aparținând Casei de Gorizia, și a Eufemiei de Silezia-Liegnitz, Elisabeta s-a căsătorit cu Petru al II-lea al Siciliei în 1323. Doi dintre fii ei au urcat pe tronul Siciliei, Ludovic și Frederic al IV-lea. Elisabeta a fost regentă pentru fiul ei minor Ludovic din 1348 și până la moartea ei în 1352.
Din punct de vedere politic, deceniile care au precedat domnia Elisabetei au fost dominate de conflictele dintre Frederic al III-lea, regele Siciliei, și Robert de Anjou, rege al Neapolelui care a avut sprijinul papalității din Avignon. Foametea, războiul și ciuma au fost larg răspândite în Europa la mijlocul secolului al XIV-lea, ceea ce a avut un impact devastator mai ales asupra Siciliei, datorită expansiunii și prosperității ei economice din cele două secole precedente. Insula a fost marcată și de relații conflictuale între familia regală și familiile nobiliare din Sicilia care au degenerat într-un război civil. Conflictele datorate rivalității dintre familiile nobiliare au fost rezolvate abia după ce fiii Elisabetei au atins vârsta majoratului.

## Biografie

### Originea
Elisabeta de Carintia a fost a doua fiică a lui Otto al III-lea al Carintiei care a cârmuit comitatul Tirol și margrafiatul Craina împreună cu fratele său mai mic, Henric de Carintia. Mama ei a fost Eufemia de Silezia-Liegnitz. Otto și Eufemia nu au avut nici un fiu. Nu se știe nimic despre copilăria Elisabetei și despre perioada anterioară căsătoriei ei. La moartea tatălui ei, Elisabeta avea 12 ani și este foarte probabil că ea și-a petrecut tinerețea sub îndrumarea unchiului ei Henric de Carintia. Căsătoria Elisabetei a fost probabil negociată tot de unchiul ei.
Familia Elisabetei, Casa de Gorizia, fusese o susținătoare fermă a împăratului romano-german în conflictul cu papalitatea. În secolul al XIII-lea, membrii familiei ei fuseseră aliați ai familiei Hohenstaufen împotriva conților de Sponheim (duci ai Carintiei în 1122–1269), care erau apropiați papalității. Tatăl și unchiul Elisabetei, Henric de Carintia, erau frați vitregi ai lui Conradin, ultimul descendent al dinastiei Hohenstaufen. Legătura cu conducătorii aragonezi din Sicilia a fost așadar firească, deși aceștia erau totuși prea îndepărtați unul de celălalt pentru a avea interese comune concrete la momentul logodnei Elisabetei cu Petru al II-lea. Este posibil ca aceasta căsătorie să fi avut ca scop controlul creșterii influenței angevine în Europa Centrală după urcarea lui Carol Robert de Anjou pe tronul regatului Ungariei, mai ales că aliații Casei de Anjou din Croația erau în conflict cu ducii Carintiei.

### Căsătoria
La 23 aprilie 1323 Elisabeta s-a căsătorit cu Petru al II-lea, fiul lui Frederic al III-lea, regele Siciliei (1271 – 25 iunie 1337) și al soției lui Eleonora a Neapolelui (1289 – 9 august 1341). Cronicarul Francesco Testa sugerează că Elisabeta nu a fost prima alegere a lui Frederic al III-lea ca noră. Frederic dorea ca moștenitorul său se căsătorească cu Beatrice de Luxemburg, fiica împăratului Sfântului Imperiu Roman, Henric al VII-lea, dar ea s-a căsătorit cu Carol Robert de Anjou, regele Ungariei, un nepot al regelui Robert de Anjou, principalul dușman al lui Frederic. La rândul său, Frederic l-a căsătorit pe moștenitorul său cu Elisabeta de Carintia, a cărei familie era într-o rivalitate acerbă cu cea a Beatricei (Ioan de Luxemburg, fratele Beatricei, preluase coroana Boemiei de la Henric de Carintia, unchiul Elisabetei). Ceremoniile fastuoase ale nunții s-au întipărit în mintea nobilimii siciliene ca imagine a puterii regalității pentru care familia aragoneză se luptase ani de zile. Regența Elisabetei urma să fie marcată de tensiunile create în urma acestor lupte.
Moartea lui Frederic al III-lea în 1337 a declanșat explozia tensiunilor siciliene, datorate incertitudinii politice, unei proaste economii și divizării nobilimii. Într-o astfel de situație a început domnia lui Petru al II-lea ca rege al Siciliei. Primii ani de domnie a lui Frederic au fost o încercare de reconstrucție după luptele cu Regatul de Neapole încheiate în 1302. Frederic se străduise să unească oamenii din Sicilia într-un adevărat Regat al Siciliei. În timpul acestui proces de reconstrucție, sicilienii au resimțit îmbunătățirea stării lor, atât cultural, cât și economic, până în jurul anului 1312. Invaziile angevine din anii de după 1310 au devastat Sicilia. Între 1311 și 1335 au existat și diverse crize alimentare. După 1321 economia era ruinată. Blocarea constantă a porturilor de către Robert de Neapole au afectat și mai mult Sicilia, iar până în 1325 economia ei a fost distrusă. Regele își împărțise cea mai mare parte a averii sale personale către biserici și spitale, așa că nu mai era nimic de oferit nobililor sau conducătorilor ecleziastici. Erupțiile vulcanului Etna din 1329 și 1333 au semnalat sicilienilor că Dumnezeu îi pedepsește pentru păcatele lui Frederic. În 1337 la moartea lui Frederic, în Sicilia a izbucnit războiul civil, familiile nobiliare luptându-se pentru controlul insulei. Petru al II-lea și Elisabeta au moștenit un regat care se prăbușea. Este posibil ca deciziile luate de Frederic să fi protejat Sicilia de angevini, dar aceasta a reprezentat un cost mare pentru regat atunci când Elisabeta a devenit regină.
Deoarece Petru al II-lea era ușor influențabil, luptele dintre grupurile rivale ar fi influențat negativ mai mult Regatul Siciliei dacă nu ar fi fost Elisabeta. Împreună cu soacra ei, Eleonora de Neapole, Elisabeta a sprijinit medierea și reconcilierea dintre familiile nobiliare aflate în conflict. Deși puterea reală a Elisabetei era foarte limitată, ea și-a folosit influența pentru a influența guvernarea Siciliei.
Odată cu moartea soțului ei Petru al II-lea în august 1342, Elisabeta a pierdut influența asupra conducerii politice a Regatului Siciliei. La insistențele ei, Ludovic, fiul ei de patru ani, a fost încoronat rege al Siciliei pentru a-i fi asigurată urcarea pe tron la vârsta majoratului. Fratele lui Petru al II-lea, ducele Ioan al II-lea al Siciliei, a acționat de asemenea ca regent în primii șase ani ai domniei tânărului rege. În acest timp, Elisabeta a păstrat echilibrul puterii împreună cu cumnatul ei. Când ducele Ioan a murit de ciumă în 1348, Elisabeta a devenit regentă pentru Ludovic în vârstă de zece ani. Regența Elisabetei până la moartea ei. Apoi fiica ei Constanța a devenit regentă pentru fratele ei Ludovic.

### Regența
Perioada regenței Elisabetei a fost marcată de creșterea influenței puterii locale a feudalilor din regat ceea ce a amenințat autoritatea tronului sicilian. Conflictul fusese conturat înainte de începutul regenței Elisabetei și a continuat același curs, ajungându-se în cele din urmă la un război civil între familiile aristocratice ale Siciliei.
Deși conflictul era generat în mare parte de ambiția personală a acestora, obiectivul principal era dominația și controlul coroanei Siciliei. Cele două grupuri de familii aflate în conflict au fost cunoscute ca fracțiunea locală „latină” (Chiaramonte, Palizzi și Scaloro de Uberti, alături de care se afla Elisabeta) și fracțiunea „catalană”, ai căror membri includeau familiile de origine străină (Peralta, Alagona si Ventimigilia alături de care se afla cumnatul Elisabetei,ducele Ioan de Randazzo). Drept urmare, familia Palizzii a fost exilată de pe insulă și „catalanii” au câștigat astfel avantajul datorită favorizării lor la tronul sicilian. Această împărțire între descendenții regelui Frederic al III-lea al Siciliei a divizat chiar și familia Elisabetei pentru o vreme, deoarece Elisabeta a rămas favorabilă facțiunii Palizzi, însă în ce privește puterea regală a rămas alături de ducele Ioan prin coregența pentru Ludovic al II-lea, încă minor, și de aceea catalanii au fost avantajați. Totuși, facțiunea „latină” s-a bucurat de inversarea puterii atunci când ducele Ioan a murit, probabil de ciumă în 1348, Elisabeta rămânând singura regentă în numele fiului ei Ludovic. Atunci, partidul „latin” aliat reginei-mamă a preluat controlul asupra statului sicilian și a rechemat familia Palizzi din exil.
Sicilia a cunoscut una dintre cele mai semnificative scăderi ale populației în Europa secolului al XIV-lea, reducându-se de la c. 850 000 în 1277 la c. 350 000 în 1376. Cel mai important motiv a fost ciuma bubonică, care a devastat Sicilia în a doua jumătate a secolului.
Moartea Neagră a ajuns în Sicilia în 1347, înainte de a afecta Italia continentală, fiind problema care a dominat perioada regenței Elisabetei. Pesta Neagră a existat în Italia înainte în secolul al XIII-lea, dar limitată la unul - două orașe fără a se extinde. În 1347 a apărut primul caz sever în Sicilia care a inițiat pandemia. Elisabeta nu a putut ajuta populația, deși s-a abținut să fugă din țară, ceea ce era o tendință comună a italienilor care își puteau permite să se refugieze din calea molimei. Gabriel de Mussis, un notar din Piacenzza în secolul al XIV-lea, relatează o atmosferă de descurajare în Sicilia; evenimente precum ploile abundente, nașterea gemenilor siamezi și caii care refuzau să intre în Messina au fost toate considerate semne că Dumnezeu a abandonat oamenii. Ciuma a avut efecte economice dramatice și asupra Italiei, contribuind la prima criză economică semnificativă a secolului. Scăderea populației a dus la o reducere a veniturilor fiscale.
De asemenea, populația altor state a scăzut având ca urmare reducerea exporturilor de cereale din Sicilia. Este probabil că aristocrații au făcut presiuni asupra Elisabetei și a monarhiei pentru reducerea obligațiilor lor militare, presiune care crescuse deja după moartea lui Frederic al III-lea în 1337. Perioada de regență a Elisabetei a fost caracterizată și de foamete, recoltele din 1345 și 1346 fiind deosebit de slabe. Creșterea cheltuielilor militare și efectele economice negative ale foametei au provocat creșterea datoriilor aristocrației. Echilibrul instabil dintre aristocrație și tron a dus la o reducere semnificativă a puterii monarhiei. Stephan Epstein, istoric în domeniul economiei, caracterizează Sicilia celei de-a doua jumătăți a secolului al XIV-lea ca fiind o hegemonie aristocratică.

### Descendenți
Elisabeta și Petru al II-lea au avut nouă copii dintre care doar cinci fiice și doi fii au atins vârsta adultă:
- Constanța (1324 – 1355), regentă a Siciliei din 1352 până în 1354, necăsătorită;
- Eleonora (1325–1375), căsătorită cu Petru al IV-lea de Aragon, mama lui Martin al II-lea al Siciliei;
- Beatrice (1326–1365), căsătorită cu Rupert al II-lea, principele elector al Palatinatului, mama regelui romano-german Rupert al Palatinatului (1400–1410);
- Eufemia (1330–1359), regentă a Siciliei din 1355 până în 1357, pentru fratele ei Frederic al IV-lea, necăsătorită;
- Ludovic al Siciliei (1338–1355), a succedat tatălui său;
- Frederic al IV-lea (1341 – 1377), succesorul lui Ludovic;
- Violante (n. 1334), a murit tânără;
- Ioan (1342 – 22 iunie 1353);
- Bianca (1342–1373), căsătorită cu contele Ioan de Ampurias; nu a avut copii.

## Moartea și consecințele
Nu este clar când a murit Elisabeta, însă cauza morții ei a fost probabil ciuma. Unele surse sugerează că ea a murit între 1349 și 1350, în timp ce altele datează moartea ei în 1352. Ea este înmormântată la Messina lângă ultimul ei fiu, regele Frederic al IV-lea (d. 1377).
Deși au rămas puține informații despre Elisabeta, puținele lucruri care se știu arată clar că acțiunile sale au avut un impact pozitiv asupra deciziilor celor apropiați ei. Influența Elisabetei asupra deciziilor soțului ei a asigurat rămânerea intactă a Regatului Siciliei. Ulterior tratativele duse cu ducele Ioan, cumnatul ei și regent pentru urmașul la tronul Siciliei, Ludovic, au ajutat la menținerea regatului și au asigurat copiilor ei moștenirea tronului sicilian.
Succesul fracțiunii "latine" alături de care se poziționase Elisabeta, a părut sigur în ciuda tuturor intrigilor interne și externe până la moartea ei în 1352. O perioadă de timp după aceea a existat o unitate între familiile fracțiunii „latine”, unitate care a dispărut când Ludovic însuși a murit de ciumă în 1355 la vârsta de 17 ani. Pro-catalanul Frederic al IV-lea a moștenit tronul și invazia Neapolelui care urmărea restabilirea influenței angevine asupra Siciliei și care începuse în 1354.